# 長鰭鮟鱇科
長鰭鮟鱇科（学名：Caulophrynidae）是輻鰭魚綱鮟鱇目的其中一科。

## 分布
本科的魚類分布於全球各大洋100至10000公尺的深海裡。

## 特徵
本科魚類吻觸手無發光的肉球，成年的雄魚寄生在雌魚身上。胸鰭具兩片鰭辐骨。

## 分類
長鰭角鮟鱇科下分2個屬，如下：

### 莖角鮟鱇屬（Caulophryne）
- Caulophryne bacescui
- 喬氏莖角鮟鱇 Caulophryne jordani ：又稱喬氏長鰭鮟鱇。
- 大洋莖角鮟鱇 Caulophryne pelagica ：又稱大洋長鰭角鮟鱇。
- Caulophryne pietschi
- 多絲莖角鮟鱇 Caulophryne polynema ：又稱多絲長鰭鮟鱇。

### 羅布角鮟鱇屬（Robia）
- 太平洋羅布角鮟鱇 Robia legula